# KiwiFilm
KiwiFilm – producent filmowy. Zajmuje się produkcją, postprodukcją oraz montażem programów telewizyjnych, filmów dokumentalnych, korporacyjnych, reklam, teledysków oraz szkoleń telewizyjnych.
Firma powstała w 1999 roku i oferuje realizacje audiowizualne na wszelkich dostępnych nośnikach obrazu i dźwięku.
KiwiFilm współpracuje z mediami publicznymi i komercyjnymi: TVN, TVN24, TVN CNBC, TVP, TVP HD, Polsat, TV4. Grupa brała udział m.in. w tworzeniu takich programów jak: Gwiazdy tańczą na lodzie, Jak oni śpiewają, Szymon Majewski Show, Kocham Cię, Polsko!, Ranking gwiazd, Telekamery, The Voice of Poland, Top Model. Zostań modelką.